# Dinaw Mengestu
Dinaw Mengestu (in amarico: ዲናው መንግስቱ; Addis Abeba, 30 giugno 1978) è uno scrittore etiope naturalizzato statunitense.
Oltre a tre romanzi, ha anche scritto articoli sulla guerra in Darfur per la rivista Rolling Stone, e ha scritto articoli sul conflitto nel nord dell'Uganda per la rivista Jane. Il suo lavoro è apparso anche su Harper's, The Wall Street Journal e molte altre pubblicazioni. È il direttore del programma di arte scritta al Bard College. Nel 2007, la National Book Foundation degli Stati Uniti lo ha nominato vincitore del premio "5 under 35". Dalla pubblicazione del primo libro nel 2007, ha vinto numerosi premi letterari ed è stato selezionato come MacArthur Fellow nel 2012.

## Biografia
Dinaw Mengestu è nato ad Addis Abeba, in Etiopia. Nel 1978, durante un periodo di repressione politica noto come il Terrore Rosso, suo padre, un dirigente dell'Ethiopian Airlines, chiese asilo politico durante un viaggio di lavoro in Italia; all'epoca Dinaw era in grembo alla madre. Due anni dopo, Dinaw, con sua madre e la sorella si riunì con al padre negli Stati Uniti.  La famiglia si stabilì a Peoria, nell'Illinois, dove il padre di Mengestu era inizialmente un operaio e fu poi promosso ad una posizione manageriale. Successivamente la famiglia si trasferì nella zona di Chicago, dove Mengestu si diplomò alla Fenwick High School di Oak Park, Illinois.
Mengestu conseguì una laurea di primo livello in Letteratura Inglese alla Georgetown University ed un Master of Arts dalla Columbia University nel 2005.

## Opera
Il romanzo d'esordio di Mengestu The Beautiful Things Carried by Heaven è stato pubblicato negli Stati Uniti da Penguin Riverhead nel marzo 2007. È stato pubblicato nel Regno Unito come Children of the Revolution e è stato pubblicato da Jonathan Cape nel maggio 2007. Racconta la storia di Sepha Stephanos, fuggito dalla guerra civile etiope e immigrato negli Stati Uniti 17 anni prima. Possedeva e gestiva un negozio di alimentari in procinto di fallire a Logan Circle, allora un povero quartiere afroamericano di Washington, che si stava gentrificando. Lui e due colleghi immigrati africani, entrambi single, affrontano la sensazione di isolamento e la nostalgia della loro città natale. Stephanos ha una relazione con una donna bianca che, con la figlia si era trasferita in una casa ristrutturata nelle vicinanze.
Il secondo romanzo di Mengestu How to Read the Air (ed. italiana Leggere il vento, Piemme, 2011) è stato pubblicato nell'ottobre 2010. Dopo che Mengestu è stato selezionato come uno degli scrittori "20 Under 40"  nel 2010, un estratto del romanzo è stato pubblicato dal New Yorker il 12 luglio 2010. Il romanzo ha anche vinto l'Ernest J. Gaines Award for Literary Excellence nel 2011. Il premio letterario è stato istituito nel 2007 dalla Baton Rouge Regional Foundation.
I primi due romanzi di Mengerstu sono stati tradotti in più di una dozzina di lingue.
Nel 2014, è stato selezionato come uno dei 39 scrittori dell'Africa subsahariana sotto i 40 anni con il potenziale e il talento per definire le tendenze della regione nel progetto Africa39 di Hay Festival.

## Premi ed onorificenze
- New York Times Notable Book 2007.
- Lannan Fiction Fellowship, 2007.
- National Book Award Foundation, 5 Under 35 Award, 2007.
- Guardian First Book Award, 2007.
- Prix Femina étranger, finalista, 2007
- Grand Prix des Lectrices de Elle, finalista 2007
- Prix du Premier Roman Etranger, 2007
- Premio Dylan Thomas, finalista 2008
- New York Public Library Young Lions Award, finalista 2008
- Los Angeles Times Book Prize, 2008
- The New Yorker "20 Under 40", 2010[12]
- Vilcek Prize for Creative Promise in Literature, 2011[13]
- MacArthur Foundation Fellow, 2012
- 2012 Ernest J. Gaines Award for Literary ExcellenceWendland, Tegan.[14]

## Pubblicazioni
- Mengestu, Dinaw, The beautiful things that heaven bears, New York, Riverhead Books, 2007. (pubblicato nel Regno Unito con il titolo Children of the revolution (2008).
- Mengestu, Dinaw, Big money, in Granta, n. 108, Autumn 2009,  pp. 135-149. URL consultato il 19 novembre 2021 (archiviato dall'url originale il 7 ottobre 2014).
- How to Read the Air, Penguin, 2010, ISBN 9781594487705, ed. italiana Leggere il vento, Piemme, 2011
- Tutti i nostri nomi (All Our Names) (Knopf, 2014 - ed. italiana Frassinelli 2015).